# Nototropis swammerdamei
Nototropis swammerdamei is een algemeen vlokreeftje uit de familie Atylidae. De wetenschappelijke naam van de soort is voor het eerst geldig gepubliceerd in 1830 door Henri Milne-Edwards.

## Kenmerken
Nototropis swammerdamei is levend doorzichtig met bruine vlekjes.  De soort is vrij gemakkelijk van de eveneens algemeen verbreide Nototropis falcatus te onderscheiden aan de vertakte kieuwen en de kleinere dactylus van de derde pereopode.

## Voorkomen
Nototropis swammerdamei is een algemene soort die vaak massaal voorkomt in eikapsels van de wulk.